# Gilda Belczak
Gilda Belczak (Curitiba, 9 de outubro de 1944 - Curitiba, 30 de junho de 1969) foi uma artista plástica e marionetista brasileira.

## Biografia
Gilda realizou estudos de Pintura e Desenho na Escola de Música e Belas Artes do Paraná, concluindo em 1965. Com ideias inovadoras e provocativas, Gilda especializou-se na técnica de gravuras. Estudou Gravura em Metal no Museu de Arte Moderna do Rio de Janeiro, sendo aluna do professor Fernando Calderari. Como professora, lecionou no Atelier Livre de Gravura Poty Lazzarotto.
Em 1968 a artista criou os bonecos para a premiada peça Auto do Juquita e foi a segunda colocada no III Festival de Marionetes do Rio de Janeiro. Em 1969 os seus bonecos criados para a peça A Onça e o Macaco, de Arthur de Paula Rodrigues, participaram de uma montagem cênica na X Bienal do Museu de Arte Moderna de São Paulo.
Belczak era entusiasta pelo teatro de fantoches e marionetes, confeccionando uma série de bonecos com uma releitura muito criativa. A sua obra está reunida em três instituições em Curitiba, com itens premiados. Na Fundação Cultural de Curitiba o acervo reúne 63 trabalhos entre desenhos e gravuras da artista. A Casa Alfredo Andersen reúne um acervo com desenhos e fantoches, sendo um deles, premiado no 22º Salão Paranaense. Gilda Belczak morreu em 1969 aos 25 anos de idade.